# Crissiumal
Crissiumal è un comune del Brasile nello Stato del Rio Grande do Sul, parte della mesoregione del Noroeste Rio-Grandense e della microregione di Três Passos.
Il comune è bagnato dal fiume Uruguay che costituisce la frontiera con l'Argentina.
È conosciuto anche come Terra dos goleiros (Terra dei portieri) perché lì sono nati due famosi giocatori: Cláudio Taffarel e Tupy di Crissiumal, che hanno giocato nello Sport Club Internacional di Porto Alegre e più tardi nella nazionale brasiliana di calcio, oltre a Danrlei, nato nel medesimo comune.
La sua economia è basata sull'agricoltura, praticata in piccole proprietà rurali.